# Миза (Красногородська волость)
Миза (рос. Мыза) — присілок в Красногородському районі Псковської області Російської Федерації.
Населення становить 325 осіб. Входить до складу муніципального утворення Красногородська волость .

## Історія
Від 2015 року входить до складу муніципального утворення Красногородська волость .

## Населення
| 2001 | 2002 | 2010 |
| ---- | ---- | ---- |
| 385  | ↘325 | ↘288 |